# Военная история Кореи
В статье представлен перечень основных войн, восстаний, набегов, имевших место в истории Кореи начиная с древних времён до наших дней.

## Основные события

### Кочосон
- Ханьско-кочосонская война — 108 до н. э.

### Период трёх королевств
Когурё
- Поход на Корею Консун Ду — 190
- Когурёско-вэйские войны — 244
- Война с Лолан — 313
- Сианьпинское нашествие
- Захват Пхеньяна Пэкче
- Завоевания короля Квангэтхо
  - Сианьпинская кампания
  - Кампания против Пэкче
  - Завоевание Мальгаль
  - киданьский поход
  - Завоевание Пуё
  - Поход против Кая
  - Японский поход
- Война короля Чансу против Силла и Пэкче
- Вторжение сил альянса Пэкче и Силла
- Первая из Когурё-Суйских войн — 598
- Вторая из Когурё-Суйских войн — 613
- Третья из Когурё-Суйских войн — 614
- Четвёртая из Когурё-Суйских войн — 615
- Первое Когурёско-Танская война — 645
- Второе нашествие Тан (в союзе с Силла) — 661
- Второе нашествие Тан и Силла — 667
- Второе нашествие Тан и Силла (падение Когурё) — 668

Пэкче
- Нашествие Мальгаль
- Завоевание союза Махан королём Кои
- Колонизация южной части Японии
- Колонизация Ляоси
- Колонизация Сандона
- Походы короля Кынсхого (Пэкче)
- Вторжение Квангэтхо (Когурё)
- Вторжение Чансу (Когурё)
- Завоевание Тамна
- Кампания против Когурё в союзе с Силла
- Первая война с Силла (битва при Квансансуне)
- Вторая война с Силла
- Третья война с Силла — 660 (падение Пэкче)

Силла
- Японские пираты
- Вторжение короля Чансу (Когурё)
- Поход против Когурё в союзе с Пэкче
- Завоевание Уллындо
- Аннексия конфедерации Кая
- Первая война с Пэкче (битва при Квансансуне)
- Вторая война с Пэкче
- Третья война с Пэкче — 660 (падение Пэкче)
- Первая война с Когурё — 661
- Вторая война с Когурё — 667
- Третья война с Когурё (падение Когурё) — 668
- Битва при Мэсосуне
- Куммоджамское восстание
- Восстание Хыкчхисанджи
- Другие восстания народов Пэкче и Когурё

### Период Силла-Пархэ
Силла
- Походы Чан Бого
- Конфликт с Пархэ
- Восстание Ким Хон Чхана
- Восстание "красных штанов" — 896
- Восстание Аджагэ
- Восстание Кихвона
- Восстание Янгиля
- Поздние три корейские государства — 900—936

Пархэ
- Война за основание — 698
- Война Тан с Пархэ
- Конфликт с Силла
- Киданьское нашествие (падение Пархэ) — 926

### Корё
- Война за объединение — 918—936
- Северная экспансия
- Корё-киданьские войны
  - Первая Корё-киданьская война
  - Вторая Корё-киданьская война
  - Третья Корё-киданьская война
- Походы генерала Юн Гвана против чжурчжэней
- Восстание Мёчхона
- Военный переворот — 1170
- Восстание Ким Бодана
- Восстание Чо Ви Чхона
- Восстание Мани и Мансве
- Восстание Ким Сами и Хё Сима
- Восстания рабов
- Монгольские вторжения в Корею
- Восстание Самбёльчхо против монгольского ига
- Проникновение в Корё Восстания Красных Тюрбанов
- Война против японских пиратов
  - Первое завоевание Цусимы
- Революция Вихвадо (переворот Ли Сон Ге)

### Династия Чосон
- Второе завоевание Цусимы
- Северные походы против чжурчжэней
- Сампхо Вэран (небольшая война с Японией)
- Семилетняя война
- Чонмё Хоран (первое нашествие маньчжуров)
- Пёнджа Хоран (второе нашествие маньчжуров)
- Пёнинянгё
- Инцидент с генералом Шерманом
- Синмиянгё
- Военный переворот Имо
- Трёхдневный путч Капсина
- Восстание Тонхак
- Русско-японская война

### После1945
- Корейская война